# Gorna Krușița
Gorna Krușița (în bulgară Горна Крушица) este un sat în Obștina Strumeani, Regiunea Blagoevgrad, Bulgaria.

## Demografie
Componența etnică a satului Gorna Krușița
     Bulgari (96,92%)
     Nicio identificare (3,07%)
     Altele (0%)
La recensământul din 2011, populația satului Gorna Krușița era de 65 locuitori. Din punct de vedere etnic, majoritatea locuitorilor (96,92%) erau bulgari. Pentru 3,07% din locuitori nu este cunoscută apartenența etnică.